# Estación de Lardosa
La Estación Ferroviaria de Lardosa, igualmente conocida como Estación de Lardosa, es una plataforma de ferrocarriles de la Línea de la Beira Baixa, que sirve a la localidad de Lardosa, en el Distrito de Castelo Branco, en Portugal.

## Descripción

### Localización y accesos
Esta plataforma se encuentra junto a la Avenida Nuno Alvares Pereira, en la localidad de Lardosa.

### Vías de circulación y plataformas
En enero de 2011, presentaba dos vías de circulación, ambas con 396 metros de longitud; las dos plataformas tenían, respectivamente, 180 y 140 metros de extensión, y 40 y 45 centímetros de altura.

### Servicios
En julio de 2011, era utilizada por servicios Regionales, gestionados por la empresa Comboios de Portugal.

## Historia
Esta plataforma se encuentra en el tramo entre las estaciones de Abrantes y Covilhã, de la Línea de la Beira Baixa, que comenzó a ser construido a finales de 1885, y entró en explotación el 6 de septiembre de 1891.
La Red Ferroviaria Nacional realizó obras de remodelación en esta estación, en el ámbito de una contrato de modernización entre las estaciones de Castelo Branco y Vale de Prazeres; los trabajos fueron dados como concluidos a principios del mes de abril de 2011.